# أرماندو بولو
أرماندو بولو (بالإسبانية: Armando Polo) (2 أبريل 1990 في بنما - ) هو لاعب كرة قدم بنمي في مركز جناح ‏. شارك مع منتخب بنما تحت 17 سنة لكرة القدم ومنتخب بنما تحت 20 سنة لكرة القدم ومنتخب بنما لكرة القدم. أما مع النوادي، فقد لعب مع Chepo F.C. ‏ وSan Francisco F.C. ‏ وA.D. Municipal Pérez Zeledón ‏ وسبورتينغ سان ميغيليتو ولا إكويداد ‏ وDeportivo Coatepeque ‏ وRío Abajo F.C. ‏ ونادي ديبورتيفو أراب يونيدو.

## وصلات خارجية
- أرماندو بولو على موقع قاعدة بيانات كرة القدم.إي يو (الإنجليزية)
- أرماندو بولو على موقع ناشيونال فوتبول تيمز (الإنجليزية)
- أرماندو بولو على موقع Soccerway.com (الإنجليزية)